# Motze (Wipper)
Die  Motze oder Schlawer Motze (polnisch Moszczenica) ist ein etwa 19 Kilometer langer linker Nebenfluss der Wipper (Wieprza)  in Hinterpommern.

## Verlauf
|  |

Das gesamte Flussbett der Motze vom Quellgebiet bis hin zur Einmündung in die Wipper, die ihrerseits in die Ostsee  abfließt, befindet sich in Hinterpommern. Das Einzugsgebiet der Motze ist etwa 110 km² groß.
Die Motze oder  Schlawer Motze entspringt östlich des Kirchdorfs Malchow  (Malechowo), das etwa 14 Kilometer südöstlich der Ostseestadt Rügenwalde (Darłowo)  liegt, fließt zunächst nordwärts, wendet sich dann auf der Höhe des Dorfs Karwitz (Karwice) nach Nordosten, fließt südlich des Dorfs  Schlawin (Słowino) in einem Abstand von einem Kilometer vom Ortskern in nordöstlicher Richtung vorbei  und wendet sich dann in einem Bogen nach Osten, um  bei Schlawe in die Wipper zu münden.